# Maximilian Marterer
Maximilian Marterer (Neurenberg, 15 juni 1995) is een Duitse tennisser. Hij heeft zes challengers in het enkelspel en twee challengers in het dubbelspel op zijn naam staan. Zijn beste resultaat op een grandslamtoernooi is de vierde ronde op Roland Garros 2018.

## Palmares

### Enkelspel
| Nr.                  | Datum             | Toernooi   | Ondergrond    | Tegenstander in finale | Score            |
| -------------------- | ----------------- | ---------- | ------------- | ---------------------- | ---------------- |
| Gewonnen challengers |                   |            |               |                        |                  |
| 1.                   | 17 september 2016 | Meknes     | Gravel        | Uladzimir Ignatik      | 7-6 (3), 6-3     |
| 2.                   | 24 september 2016 | Kenitra    | Gravel        | Mohamed Safwat         | 6-2, 6-4         |
| 3.                   | 17 september 2017 | Banja Luka | Gravel        | Carlos Taberner        | 6-1, 6-2         |
| 4.                   | 8 oktober 2017    | Monterrey  | Hardcourt     | Bradley Klahn          | 7-6(3), 7-6(6)   |
| 5.                   | 5 november 2017   | Eckenthal  | Tapijt (i)    | Jerzy Janowicz         | 7-6(8), 3-6, 6-3 |
| 6.                   | 18 februari 2018  | Cherbourg  | Hardcourt (i) | Constant Lestienne     | 6-4, 7-5         |

### Dubbelspel
| Nr.                  | Datum             | Toernooi | Ondergrond | Partner        | Tegenstanders in finale          | Score               |
| -------------------- | ----------------- | -------- | ---------- | -------------- | -------------------------------- | ------------------- |
| Gewonnen challengers |                   |          |            |                |                                  |                     |
| 1.                   | 12 september 2015 | Meknes   | Gravel     | Kevin Krawietz | Gianluca Naso Riccardo Sinicropi | 7-5, 6-1            |
| 2.                   | 24 september 2016 | Meknes   | Gravel     | Kevin Krawietz | Ulazimir Ignatik Michael Linzer  | 7-6(6), 4-6, [10-6] |

## Resultaten grote toernooien
| Legenda | Legenda                          |
| ------- | -------------------------------- |
| g.t.    | geen toernooi gehouden           |
| l.c.    | lagere categorie                 |
| –       | niet deelgenomen                 |
| G       | uitgeschakeld in de groepsfase   |
| 1R      | uitgeschakeld in de eerste ronde |
| 2R      | uitgeschakeld in de tweede ronde |
| 3R      | uitgeschakeld in de derde ronde  |
| 4R      | uitgeschakeld in de vierde ronde |
| KF      | uitgeschakeld in de kwartfinale  |
| HF      | uitgeschakeld in de halve finale |
| F       | de finale verloren               |
| W       | het toernooi gewonnen            |
| w-v     | winst/verlies-balans             |

| grandslamtoernooien  |      |      |      |      |    |
| Australian Open      | –    | 3R   | 2R   | –    | –  |
| Roland Garros        | –    | 4R   | 1R   | –    | 1R |
| Wimbledon            | –    | 1R   | –    | g.t. |    |
| US Open              | 1R   | 1R   | –    | –    |    |
| ATP Masters 1000     |      |      |      |      |    |
| Indian Wells         | –    | 2R   | 2R   | g.t. |    |
| Miami                | –    | 2R   | 2R   | g.t. | –  |
| Monte Carlo          | –    | –    | –    | g.t. | –  |
| Madrid               | –    | –    | –    | g.t. | –  |
| Rome                 | –    | –    | –    | –    | –  |
| Montreal/Toronto     | –    | –    | –    | g.t. |    |
| Cincinnati           | –    | 1R   | –    | –    |    |
| Shanghai             | –    | 1R   | –    | g.t. |    |
| Parijs               | –    | –    | –    | –    |    |
| olympisch            |      |      |      |      |    |
| Olympische Spelen    | g.t. | g.t. | g.t. | g.t. |    |
| statistieken         |      |      |      |      |    |
| totaal aantal titels | 0    | 0    | 0    | 0    | 0  |
| eindejaarsranking    | 90   | 74   | 239  | 209  |    |

| toernooi             | 2018 | 2019 | 2020 | 2021 |
| -------------------- | ---- | ---- | ---- | ---- |
| grandslamtoernooien  |      |      |      |      |
| Australian Open      | –    | 1R   | –    | –    |
| Roland Garros        | 1R   | –    | –    | –    |
| Wimbledon            | 1R   | –    | g.t. |      |
| US Open              | 1R   | –    | –    |      |
| ATP Masters 1000     |      |      |      |      |
| (nog) geen deelnames |      |      |      |      |
| olympisch            |      |      |      |      |
| Olympische Spelen    | g.t. | g.t. | g.t. |      |
| statistieken         |      |      |      |      |
| totaal aantal titels | 0    | 0    | 0    | 0    |
| eindejaarsranking    | 286  | 452  | 886  |      |